# Komitet Olimpijski Bośni i Hercegowiny
Komitet Olimpijski Bośni i Hercegowiny (boś. Olimpijski komitet Bosne i Hercegovine) - to organizacja non-profit reprezentująca bośniackich sportowców w Międzynarodowym Komitecie Olimpijskim. Komitet ten organizuje bośniackich przedstawicieli na letnie i zimowe igrzyska olimpijskie. Siedziba mieści się w Sarajewie.
Organizację tę utworzono 4 czerwca 1992 roku. W 1984 roku zorganizowała zimowe igrzyska olimpijskie w Sarajewie. Komitet utrzymuje Muzeum XIV Zimowych Igrzysk Olimpijskich. Pierwszym prezesem komitetu był Stjepan Kljuić. W 1993 roku organizacja stała się oficjalnym członkiem międzynarodowego i Europejskiego Komitetu Olimpijskiego.
Wkrótce po utworzeniu komitetu wystartował pierwszy sportowiec pod flagą Bośni i Hercegowiny w XXV letniej olimpiadzie w Barcelonie. Od marca 2010 roku żaden ze sportowców z Bośni i Hercegowiny nie zdobyły medalu igrzysk olimpijskich.
Aktualnie prezesem jest Milanko Mučibabić, a stanowisko sekretarza generalnego piastuje Said Fazlagić.